# Crucifix du Maestro del Bigallo (Chicago)
Le Crucifix  du Maestro del Bigallo à Chicago est un crucifix peint  en  tempera et or sur bois, réalisé vers 1255-1265 par le dit Maestro del Bigallo, conservé à l'Art Institute of Chicago.

## Histoire
Le Crucifix peint provient de la A. A. Munger collection.

## Description
Le Crucifix respecte les conventions du Christus triumphans, Christ mort mais triomphant sur la croix, issu de l'iconographie religieuse gothique médiévale  occidentale (qui sera à son tour remplacé, par le Christus patiens, résigné à la mode byzantine de Giunta Pisano et ensuite, à la pré-Renaissance, par le Christus dolens des primitifs italiens).
Attributs du Christus triumphans montrant la posture d'un Christ vivant détaché des souffrances de la Croix :
- Tête relevée (quelquefois tournée vers le ciel), ici très grandement auréolée, les cheveux retombant en mèches détaillées sur le haut des épaules,
- yeux ouverts (ici clos),
- corps droit,
- du sang peut s'écouler des plaies.
- les pieds ne sont pas superposés.

Scènes complémentaires des tabelloni
- Marie et Jean sont représentés en entier de chaque côté des flancs du Christ, sur fond d'or, en figure de douleur (Marie en bleu à gauche, Jean en rouge à droite).
- Les extrémités horizontales de la croix à fond bleu affichent deux anges habillés de rouge,
- En haut en cimaise, au-dessus de l'inscription IC..XC. de l'INRI, Marie entourée de deux anges,
- Au-dessus, en clipeus, le Christ rédempteur, bénissant, en bleu,
- En soppedaneo, au pied de la croix, scène endommagée du Reniement de Pierre[1].

## Analyse stylistique
Les bras de la Croix  sont à fond bleu, les scènes entourées d'un galon rouge à motifs ronds, le support doré comme dans le crucifix de Spolète.